# Beaufortia pingi
Beaufortia pingi е вид лъчеперка от семейство Balitoridae. Видът не е застрашен от изчезване.

## Разпространение
Разпространен е в Китай (Гуанси и Юннан).

## Описание
На дължина достигат до 5 cm.